# Vol Delta Air Lines 1288
Le vol Delta Air Lines 1288 était un vol intérieur régulier reliant Pensacola, en Floride, à Atlanta, en Géorgie. Le 6 juillet 1996, le McDonnell Douglas MD-88 assurant ce vol a subi une panne moteur non contenue, lors de la procédure de décollage depuis la piste 17 de l'aéroport international de Pensacola, qui a projeté des débris du moyeu du compresseur avant du moteur gauche à travers la section arrière du fuselage. 
Le commandant interrompt le décollage de l'avion s'immobilise sur la piste. L'incident a fait 2 morts, une mère et son fils, ainsi que 2 blessés graves parmi les 142 passagers et membres d'équipage présents à bord ; trois autres passagers ont également été légèrement blessés lors de l'évacuation.
La panne du moteur s'est avérée être due à un défaut de fabrication de la soufflante (par Volvo Aero en Suède) et l'incapacité de la compagnie aérienne à repérer la fissure résultante dans la pale lors des diverses inspections.

## Avion et équipage

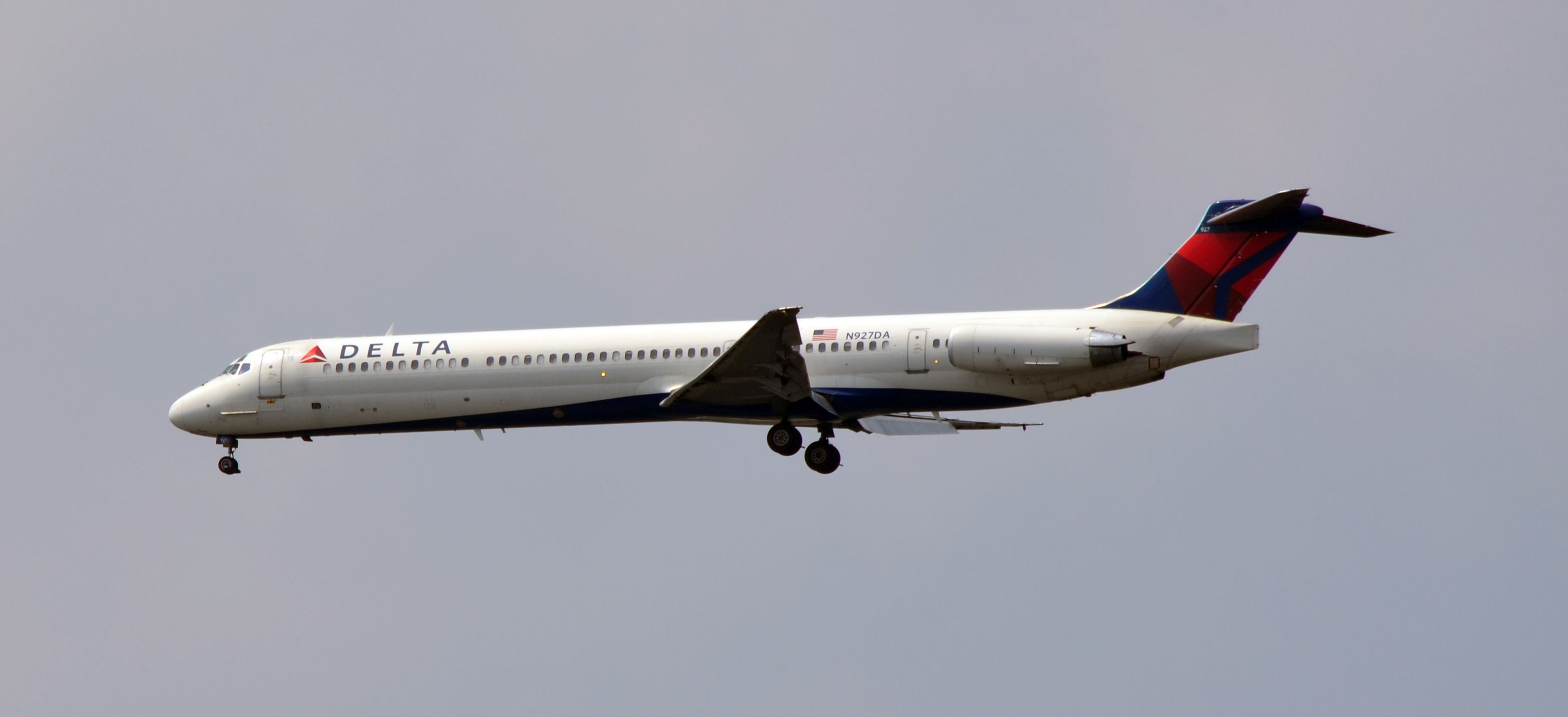
N927DA, le MD-88 impliqué dans l'accident, photographié en juillet 2015.

L'appareil impliqué était un McDonnell Douglas MD-88 âgé de 8 ans et immatriculé N927DA (numéro de série 49714/1524). Construit en avril 1988, il a été livré neuf à Delta Air Lines en novembre de la même année. Il était équipé de deux turboréacteurs Pratt & Whitney JT8D-219 et totalisait 22 031 heures de vol et 18 826 cycles (décollage/atterrissage) au moment de l'accident. Par la suite, il a été réparé et remis en service, avec le même numéros d'immatriculation, jusqu'à ce qu'il soit retiré du service en août 2018.
Le commandant de bord, John Ray Bunnell (40 ans), travaillait pour Delta Air Lines depuis 1979, après avoir piloté pour une compagnie aérienne régionale. Il totalisait 12 000 heures de vol, dont 2 300 heures sur MD-88. Le copilote, David William Hawk (37 ans), est un ancien pilote de l'U.S. Air Force qui travaillait pour la compagnie aérienne depuis 1990 et qui comptait 6 500 heures de vol à son actif, dont seulement 500 heures sur MD-88.

## Avant le décollage
Lors d'une inspection pré-vol de 15 min, effectué avant le décollage, le copilote a remarqué quelques gouttes d'huile provenant de l'extrémité du moteur n°1 (celui à gauche), bien que le problème ait été qualifié de « sans gravité ». Il a également remarqué l'absence de quelques rivets sur l'aile gauche. 
Il a par la suite déclaré aux enquêteurs du Conseil national de la sécurité des transports (NTSB) qu'aucun de ces problèmes n'était considéré comme dangereux et que l'avion était en état de navigabilité ; par conséquent, la maintenance n'a pas été informée de ces différentes anomalies.

## Décollage et accident

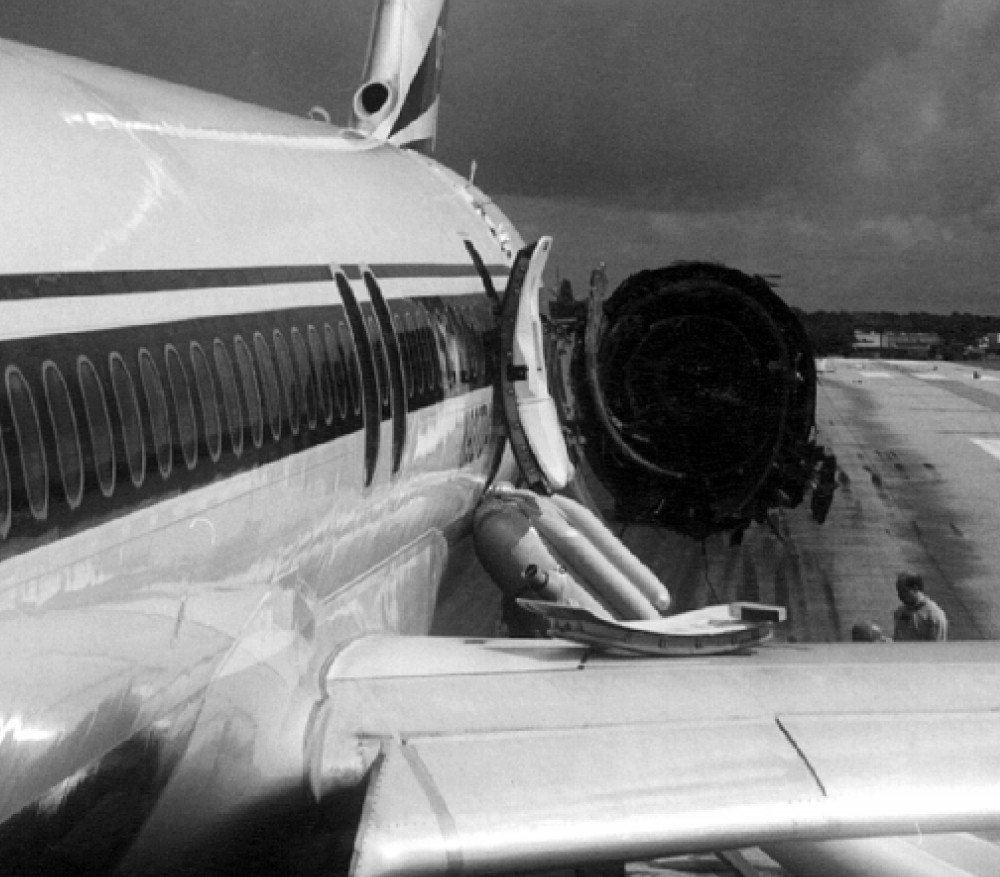
Vue de face du moteur gauche du vol 1288, qui a subi une défaillance catastrophique pendant le décollage.

À 14 h 23 HAC, le vol 1288 a été autorisé à décoller sur la piste 17 de l'aéroport international de Pensacola. L'avion était alors rempli à pleine capacité, car la plupart des passagers se rendaient à Atlanta pour les vacances. 
Alors que le copilote, alors pilote en fonction (PF), poussait les manettes des gaz et que le MD-88 atteignait une vitesse de 40 nœuds (74 km/h), les passagers assis à l'arrière et l'équipage ont entendu un bruit de détonation très fort et ressenti une sensation d'explosion. De nombreux passagers à l'avant de la cabine ont cru à la crevaison d'un des pneus du train d'atterrissage principal. 
Plusieurs témoins à proximité ont également observé une grosse boule de feu, et l'un d'eux a remarqué le moteur gauche vibrer pendant quelques secondes avant l'explosion. D'autres passagers ont observé des morceaux de métal violemment projetés à travers la cabine, et l'arrière de l'avion s'est rapidement rempli de fumée. Malgré la boule de feu initiale, l'avion n'a pas pris feu. Certains débris de l'avion ont été projetées jusqu'à 800 m de la piste.
L'éclairage et l'instrumentation dans le cockpit a été perdu et le copilote a mis immédiatement fin au décollage en mettant la manette des gaz au ralenti et en engageant le freinage d'urgence, ce qui a amené l'avion à un arrêt éventuel sans utiliser l'inversion de poussée ou les spoilers.
Lorsque le MD-88 s'est immobilisé, le copilote a tenté en vain de contacter la tour de contrôle, mais le poste de pilotage était alors privé d'alimentation électrique. L'équipage a alors activé l'alimentation de secours, contacté la tour et déclaré l'état d'urgence. Un autre pilote de Delta Air Lines, installé sur le strapontin du poste de pilotage, est allé inspecter l'arrière de l'appareil. Voyant les issues de secours ouvertes, la disparition d'environ la moitié des passagers et le bruit des moteurs, il est retourné au poste de pilotage et a conseillé au commandant de bord de couper les moteurs.

Après l'accident
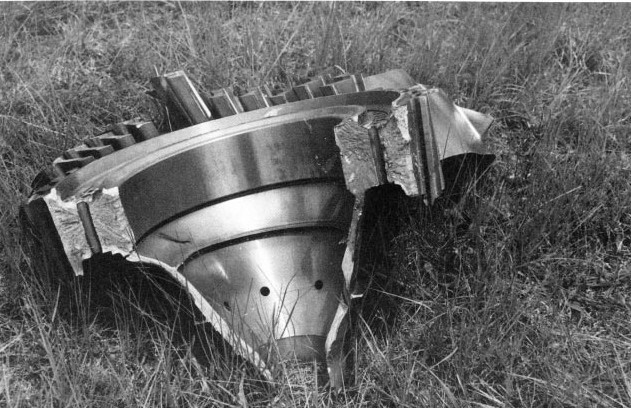
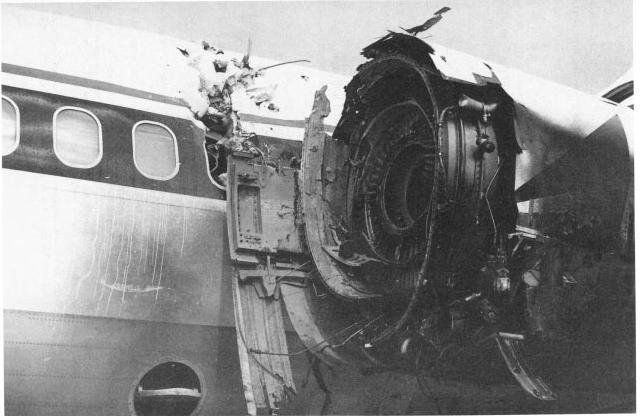
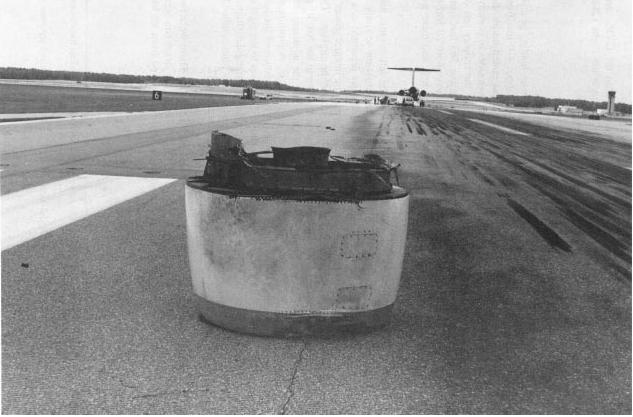

À 14 h 27 HAC, les pilotes ont demandé une assistance médicale d'urgence après avoir été informé de la présence d'un grand trou dans le fuselage, de nombreux débris de moteur dans la cabine et de plusieurs passagers blessés. Ils ont ensuite signalé qu'il n'y avait aucune trace de fumée ou d'incendie dans la cabine, que la porte arrière de la cabine était ouverte et que le toboggan de secours était gonflé. 
L'hôtesse de l'air qui a initié l'évacuation par la porte a déclaré au NTSB avoir vu un incendie sur le moteur gauche et avoir donc abandonné l'évacuation par cette porte et dirigé les passagers vers l'avant. Elle a indiqué que, compte tenu du nombre important de blessés et la possibilité de plusieurs victimes, elle a commencé à évacuer l'avion jusqu'à ce qu'elle soit arrêtée par le copilote. En raison des dommages à l'arrière de l'appareil, les escaliers de l'avion se sont avérés inutilisables. Le commandant de bord a demandé des escaliers pneumatiques portatifs, qui sont arrivés 25 minutes plus tard. De nombreux passagers ont évacué l'avion par les issues de secours situées au-dessus des ailes, puis ont sauté au sol ou ont glissé dans les toboggans d'évacuation.

## Bilan

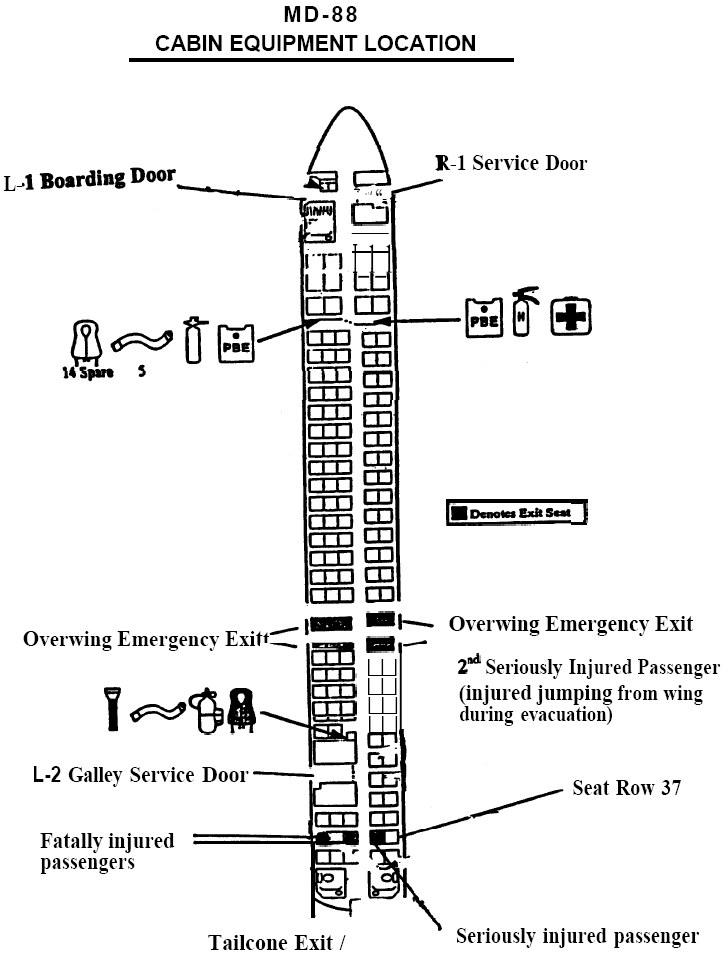
Plan des sièges du vol 1288, indiqant l'équipement, l'emplacement des passagers blessés et des décès.

Anita Saxton, une passagère de 36 ans, et son fils Nolan, âgé de 12 ans, assis dans la rangée 37, située près de l'arrière de l'avion, ont été tués sur le coup par des éclats de métal projetés à travers la cabine ; deux autres enfants de la famille Saxton, Derek (15 ans) et Spencer (9 ans), ont également été blessés. 
Au total, sept passagers ont été hospitalisés, dont deux ayant été grièvement blessés ; l'un lors de l'accident initial et l'autre pendant l'évacuation de l'appareil.

## Enquête
Après une enquête complète, le NTSB a déterminé que la cause la plus probable de l'accident était une rupture du moyeu du compresseur avant du moteur gauche, qui résultait de l'échec du processus d'inspection effectué par la compagnie aérienne pour localiser une fissure potentiellement dangereuse qui provenait de la fabrication initiale du moteur.